# 雷本縣 (喬治亞州)
雷本縣（英語：Rabun County）是美國喬治亞州北部的一個縣，北鄰北卡羅萊納州，東鄰南卡羅萊納州。面積976方公里。根據美國2000年人口普查，共有人口15,050人。縣治克萊頓。
成立於1819年12月21日。縣名紀念第十一任州長威廉·雷本。